# Тренто (провінція)
Провінція Тренто (італ. Provincia autonoma di Trento) — провінція в Італії, у регіоні Трентіно-Альто-Адідже. 
Площа провінції — 6 212 км², населення — 535 220 осіб.
Столицею провінції є місто Тренто.

## Географія

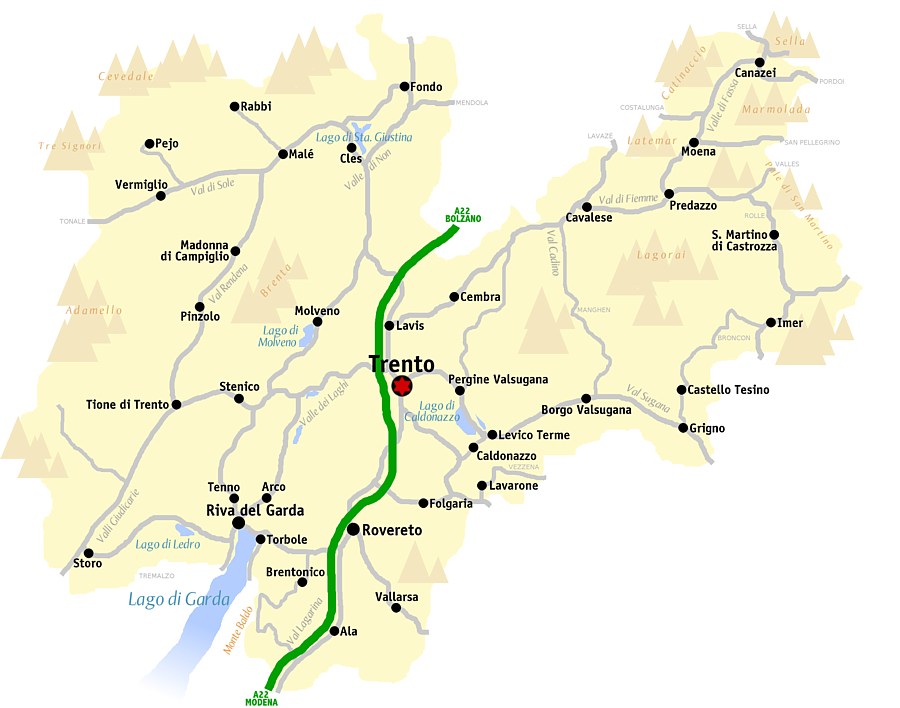
Мапа провінції

Межує на півночі з провінцією Больцано, на сході і на півдні з регіоном Венето (провінцією Беллуно, провінцією Віченца і провінцією Верона), на заході з регіоном Ломбардія (провінцією Брешія і провінцією Сондріо).

## Основні муніципалітети
Найбільші за кількістю мешканців муніципалітети (ISTAT, 31/12/2007):
| Ном. | Муніципалітет      | Населення (осіб) | Площа (км²) | Густота (ос/км²) | Висота (м.н.р.м.) |
| ---- | ------------------ | ---------------- | ----------- | ---------------- | ----------------- |
| 1°   | Тренто             | 112.637          | 157,92      | 713              | 194               |
| 2°   | Роверето           | 36.723           | 50,9        | 721              | 204               |
| 3°   | Перджіне-Валсугана | 19.269           | 54          | 357              | 490               |
| 4°   | Арко               | 16.155           | 63          | 256              | 91                |
| 5°   | Ріва-дель-Гарда    | 15.611           | 42          | 372              | 70                |
| 6°   | Морі               | 9.158            | 34          | 269              | 204               |
| 7°   | Ала                | 8.643            | 119,87      | 72               | 180               |
| 8°   | Лавіс              | 8.365            | 12,44       | 672              | 238               |
| 9°   | Левіко-Терме       | 7.191            | 62          | 116              | 520               |
| 10°  | Клес               | 6.772            | 39          | 174              | 658               |
| 11°  | Борго-Валсугана    | 6.666            | 52,28       | 128              | 380               |
| 12°  | Меццоломбардо      | 6.627            | 13,82       | 480              | 227               |
| 13°  | Меццокорона        | 4.943            | 25,42       | 194              | 219               |
| 14°  | Базелга-ді-Піне    | 4.759            | 40,84       | 117              | 964               |
| 15°  | Сторо              | 4.617            | 62,88       | 73               | 409               |